# Screeps
Screeps — массовая многопользовательская стратегия для программистов. Выпущена в свет в 2016 году. Серверная часть построена на базе Node.js.

## Описание
Пространства игры представляет собой сетку, разгороженную на комнаты. Последние обладают такими характеристиками, как Global Control Level (GCL) и Room Control Level (RCL), влияющими на количество вычислительных ресурсов, доступных игроку.
Время в игре течёт по тикам — ходам, во время которых каждый раз выполняется код игроков, без возможности приостановки. По опыту Райана Йосуса в 2019 году один тик на основном сервере совершался примерно за 2,9 секунды.
Юниты — скрипты (сокр. от scripted creeps) непосредственно реализуют заложенную логику, передвигаясь по пространству и совершая различные действия. Каждый из них состоит из нескольких частей тела (body parts), и может быть заточен под разные задачи.
Постройки включают в себя такие элементы, как стены, боевые башни и иные боевые, технологические или производственные сооружения.

## Геймплей
Целью этой классической стратегии реального времени является наращивание влияния в игровом мире. Основной задачей для игрока является управлении колонией скрипсов. Для этого игроку дается возможность запрограммировать жизнь колонии на JavaScript и других языках. Именно код, написанный игроком, управляет поведением скрипсов: атаковать, торговать, строить что-либо, что отличается от юнитов других стратегий реального времени (StarCraft или Age of Empires), где юниты имеют некоторый искусственный интеллект или интерфейс управления.
После запуска кода колония начинает автономное развитие по заданной игроком логике и более не предполагает его вмешательства; все колонии скрипсов находятся на одном сервере. При этом согласно Райану Йосусу «ручное управление» можно организовать за счет формирования файла с жестко зашитыми параметрами колонии и с помощью иных способов. По мнению главного редактора Rock, paper, shotgun Смита Грэма, в отличие от других игр, завязанных на программировании, Screeps не старается упростить процесс написания кода а длительность одной игры не ограничивается 20 минутами и может продолжаться неделями. Журналист Kotaku, описывая свой опыт, указывает на итеративный и соревновательный характер игры.
В игре, формируется соревновательный компонент: волнение, страх по поводу качества написанного кода для колонии, ощущение конкуренции в рамках единого пространства на сервере. Для обучения и тестирования кода в игре сформирован отдельный режим Симуляции, с специфическими возможностями для отладки.

## Разработка и выпуск
| Иноязычные издания | Иноязычные издания |
| Издание            | Оценка             |
| ------------------ | ------------------ |
| GameSkinny         | 8                  |

21 ноября 2014 года Антон Чивчалов рассказал онлайн-журналу 3dnews о запуске оригинального игрового проекта от российско-белорусских разработчиков. Отмечается, что игра реализована на JavaScript и открытого движка V8. Параллельно с запуском отмечается старт краудфандинговой компании на Indiegogo для развития мультиплеера.
В интервью Криса Уорда с разработчиком игры на конференции Pioneers в 2017 году последний описал игру, как сервис, состоящий из закрытого кроссплатформенного клиента, который приобретается в стиме, и сервера с открытым исходным кодом.
В 2016 году выпущена в Steam и в том же году покинула ранний доступ.